# Le Parisien du village
Pour les articles homonymes, voir Le Parisien (homonymie).
Le Parisien du village est un téléfilm français réalisé par Philippe Venault et diffusé sur France 3 en 2001.

## Fiche technique
- Réalisation : Philippe Venault
- Scénario : Julie Jézéquel
- Producteur : Thierry Danou
- Musique : Charles Court
- Durée : 90 minutes
- Pays :  France
- Date de diffusion : 10 mars 2001 sur Fr3

## Distribution
- Robin Renucci : Gérard Chassagne
- Delphine Rich : Elodie Chassagne
- Jean-Luc Bideau : La Douane
- Nicole Vautier : La mairesse
- Julien Perel : Julien
- Christophe Gavat : Christian Malbeck
- Marie Blanche

## Tournage
Une partie du tournage a été réalisée dans le village de Chissey-lès-Mâcon. Il a été recréé pour l'occasion l'ancien café épicerie du village.